# Mafarka el futurista
Mafarka el futurista (Mafarka le futuriste, subtitulado Roman Africain) es una novela de Filippo Tommaso Marinetti, escrita en 1909. Es la primera obra futurista de Marinetti, escrita en el periodo en el cual el autor concebía y componía el primer Manifiesto futurista. Como todas las obras de Marinetti anteriores a 1912, fue escrita en francés. Se tradujo al italiano al año siguiente, en 1910, por Decio Cinti.
El texto, ambientado en una África imaginaria, narra las épicas aventuras de Mafarka, que después de haber triunfado sobre sus enemigos en batalla, en lugar de proclamarse rey de los africanos decide retirarse y dedicarse a la 'creación' de su hijo, Gazurmah, autómata y semidiós alato. La novela fue acusada de ultraje al pudor y publicato parcialmente bajo censura en 1920.

## Trama
El texto está precedido de una Dedicatoria a los "Grandes poetas incendiarios! / Hermanos míos futuristas!" y está subdividido en 12 capítulos.

## Historia editorial
Mafarka el futurista es la primera obra oficialmente futurista de Marinetti, escrita en el periodo en el cual el autor concebía y componía el primer Manifiesto futurista. Como todas las obras de Marinetti anteriores a 1912, fue escrita en francés y publicada en París al inicio de 1910 (aunque en la carátula se desliza una fecha anterior, 1909). La traducción en italiano, al cuidado de Decio Cinti (secretario personal de Marinetti) salió un poco más tarde, tras un cierto revuelo, suscitado por las acusaciones de pornografía, que le valieron un primer proceso.

### Proceso judicial
Acusado de "ultraje al pudor", Marinetti movilizó a algunos de los más célebres abogados milaneses para el proceso, que tuvo lugar en octubre de 1910 ante un público de escritores, artistas, periodistas y estudiantes (y no faltaban los exponentes del movimiento futurista). La defensa pudo contar con el aval y la pericia 'técnica' de un gran literato italiano, Luigi Capuana que expresó con tonos entusiastas su defensa de la obra ("es precisamente el poema, no la novela, una conquista de la plena posesión de la libertad espiritual del individuo"). La acusación de obscena concernía sobre todo a los dos primeros capítulos (el episodio de la "violación de las negras" y el "miembro viril" de diez metros de Mafarka, en el segundo). Los abogados y Capuana tuvieron buen tino en demostrar cómo las imágenes efectivamente escabrosas tuvieran en realidad profundas raíces literarias (la novelística oriental, François Rabelais, Aristófanes, etc.) y no resultaran gratuitas, sino que venían a expresar la brutalidad de los instintos del protagonista, que en el curso de la novela emprendía una suerte de recorrido de purificación. El proceso concluyó con la absolución, y fue en la práctica uno de los primeros grandes happening públicos del futurismo: Marinetti de hecho aprovechó la exposición mediática para dar publicidad al movimiento artístico fundado por él en 1909.

### Censura en 1920
En los años siguientes, en cambio, Mafarka fue condenado en apelación; la pena fue confirmada por la Corte Suprema de Casación y conllevó para su autor una suspensión temporal del servicio militar durante la Primera Guerra Mundial. En 1920 fue publicada una nueva edición, bajo el sello de Sonzogno, pero la nueva versión contiene numerosos y profundos cortes, producto de la censura. Por ejemplo, están omitidas todas las escenas escabrosas y, es especial, los dos primeros capítulos.

### La edición de 2003
La novela vio la luz nuevamente en 2003, en una edición de bolsillo de Mondadori que retomaba la versión italiana de 1910, señalando los cortes habidos posteriormente mediante corchetes. En el prefacio, Luigi Ballerini señala la presencia en el Mafarka de una mescolanza de lo orgánico y lo inorgánico que anticipa para ciertos versos las fantasías del grupo de Métal hurlant o de George Lucas (véanse por ejemplo las máquinas jirafas o el mismo Gazurmah, semidiós y robot volador).
En el 2005, Lorenza Miretti, en un profundo estudio, analiza la presencia en Mafarka de numerosas y significativas reminiscencias de los poemas épicos de la antigüedad, y especialmente de la Odisea.

## Otros Mafarkas
En el protagonista de la novela se inspiró el escultor Fabrizio Galli para una obra, titulada precisamente Mafarka, realizada con ocasión del MiSex 1995, que protagoniza un falo de 12 metros.

## Ediciones
- Filippo Tommaso Marinetti (1909). Mafarka le futuriste. Romain Africain (en francés). Sansot.
- Filippo Tommaso Marinetti (1910). Mafarka il futurista (Decio Cinti, trad.).
- Filippo Tommaso Marinetti (1920 (1922)). Mafarka il futurista (edizione censurata edición). Sonzogno.
- Filippo Tommaso Marinetti (2003).  Luigi Ballerini, ed. Mafarka il futurista (Decio Cinti, trad.) (Oscar Mondadori edición). Mondadori. pp. xlviii, 327. ISBN 88-04-51431-0. -.